# Silnik rotacyjny

Silnik rotacyjny – rodzaj lotniczego silnika spalinowego o zapłonie iskrowym, w którym obraca się kadłub silnika z cylindrami, a wał korbowy jest nieruchomy i stanowi element mocowania silnika do konstrukcji samolotu. Najczęściej budowane były w układzie gwiazdowym, rzadziej podwójnej gwiazdy, sporadycznie w układzie przeciwbieżnym. Przede wszystkim silniki rotacyjne stosowane były jako silniki lotnicze, gdzie kadłub silnika był połączony ze śmigłem. Jest to odwrócenie zasady mocowania typowego silnika gwiazdowego, który jest nieruchomy, a w którym wał korbowy jest ruchomy i połączony ze śmigłem. Mieszanka paliwowo-powietrzna w silnikach rotacyjnych była dostarczana przez wał korbowy. Dolot realizowany był poprzez szczeliny w cylindrze (silnik dwusuwowy) lub poprzez zawory w głowicy (silnik czterosuwowy). Natomiast wydech był zawsze poprzez otwierany popychaczem zawór w głowicy.

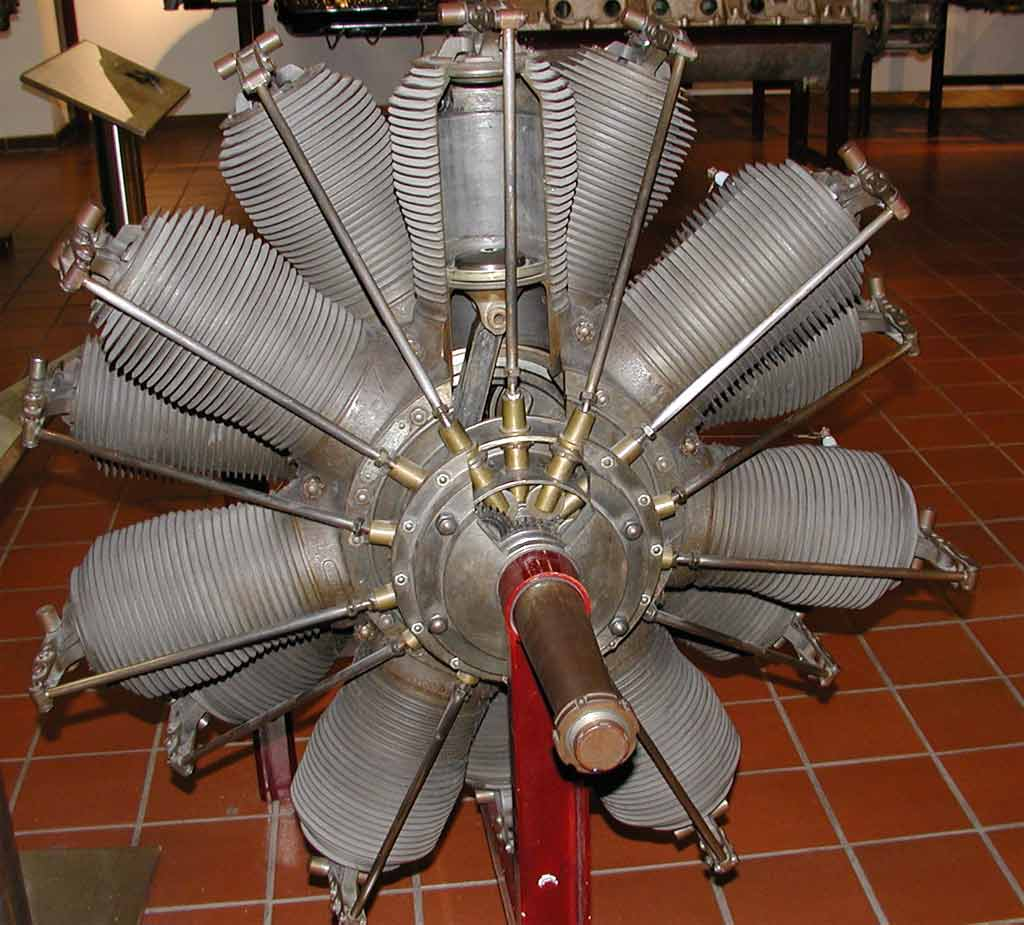
Silnik rotacyjny w układzie podwójnej gwiazdy

Silnik rotacyjny został po raz pierwszy szeroko zastosowany przez Francuzów – braci Laurenta i Louisa Séguin, którzy zaczęli produkować silniki pod nazwą Gnôme. Licencję od nich zakupiła  m.in. niemiecka firma Oberursel. Silniki rotacyjne stosowane były szeroko w początkach lotnictwa i w okresie I wojny światowej do napędu lekkich samolotów, w tym wielu ówczesnych myśliwców (np. Nieuport 11, Fokker E.III). Osiągały one moc od 50 KM, przez ok. 100 KM (typowe silniki) do ok. 200 KM. Poza lotnictwem silniki rotacyjne były sporadycznie używane do napędu samochodów lub motocykli (Megola).
Zaletą silników rotacyjnych było dobre chłodzenie silnika (co umożliwiało zastosowanie wysokiego stopnia sprężania) i lekka konstrukcja, zwykle były też dobrze wyważone. Stąd były chętnie stosowane do napędu lekkich myśliwców np. Nieuport czy Sopwith. Efekt żyroskopowy wywoływany przez silnik utrudniał pilotaż, samolot był asymetryczny w pilotażu (zwroty w lewo i w prawo wykonywał z różną prędkością kątową). Było to zmorą dla młodych pilotów, doświadczeni potrafili to wykorzystać w walce. Silniki te miały jednak wady: duże zużycie oleju (w obiegu otwartym – wyrzucanego z cylindrów na zewnątrz), duże zużycie paliwa, a przede wszystkim trudność budowania silników większej mocy i o większej prędkości obrotowej. Silnik w układzie podwójnej gwiazdy miał tendencję do przegrzewania się, a duże wirujące masy utrudniały zamocowanie silnika w samolocie. Silniki rotacyjne miały też ograniczoną prędkość obrotową, co utrudniało ich wysilenie (uzyskanie zwiększonej mocy z danej pojemności skokowej). Aby ograniczyć obroty, stworzono silnik birotacyjny, w którym cylindry z karterem obracały się w jednym kierunku, a wał korbowy w przeciwnym. Znikły problemy z urywającymi się w locie cylindrami, lecz wróciły kłopoty z chłodzeniem - silnik ten nie zyskał popularności.
Dodatkowo w silnikach rotacyjnych dochodziło do szybszego zużycia się części pracujących z uwagi na siły Coriolisa, dlatego po I wojnie światowej zaprzestano prac nad ich rozwojem. Jednak stosowane były w lotnictwie (np. Bartel BM-4a, czy Hanriot H.28) do połowy lat 30. 
Nie należy silnika rotacyjnego utożsamiać z silnikiem z tłokiem obrotowym (silnikiem Wankla).